# Östliches Christentum
Östliches Christentum, Christlicher Orient (lateinisch Oriens Christianus) oder Ostkirche bezeichnet den Teil des Christentums, dessen traditionelle Ursprünge auf die altkirchlichen Patriarchate Konstantinopel, Alexandrien, Antiochien und Jerusalem zurückgehen und aus Sicht der Westkirche im Osten liegen. Die Ursprungs- und Missionsgebiete sind Ost- und Südost-Europa, weite Teile Asiens sowie das östliche Nordafrika.
Mit dem östlichen Christentum befassen sich die wissenschaftlichen Disziplinen Byzantinistik, Wissenschaft vom Christlichen Orient, Ostkirchenkunde und ökumenische Theologie.

## Geschichte
Bereits im Urchristentum bildeten sich in den christlichen Gemeinden unterschiedliche Riten und Traditionen, die sich in der Folge weiter entwickelten. Eine besondere Stellung nahmen in der Alten Kirche die Patriarchate von Konstantinopel, Alexandrien, Antiochien, Jerusalem und Rom ein.
In der Spätantike spaltete sich das Römische Reich in Weströmisches (Rom) und Oströmisches Reich (Konstantinopel) und aus der Römischen Reichskirche entwickelte sich im lateinischen Westen und griechischen Osten unterschiedliche kirchliche Traditionen, die schließlich im Morgenländischen Schisma zur Teilung führten. Im Westlichen Christentum entstand aus dem altkirchlichen Patriarchat Rom die Lateinische Kirche und die daraus hervorgegangenen Kirchen der Reformation und späterer Abspaltungen.
Mindestens seit dem Mittelalter ist die geografische Zuordnung jedoch nicht mehr eindeutig; unter anderem durch die Kreuzfahrer kam das lateinische, westliche Christentum auch in den Nahen Osten.

## Territoriale Ausbreitung

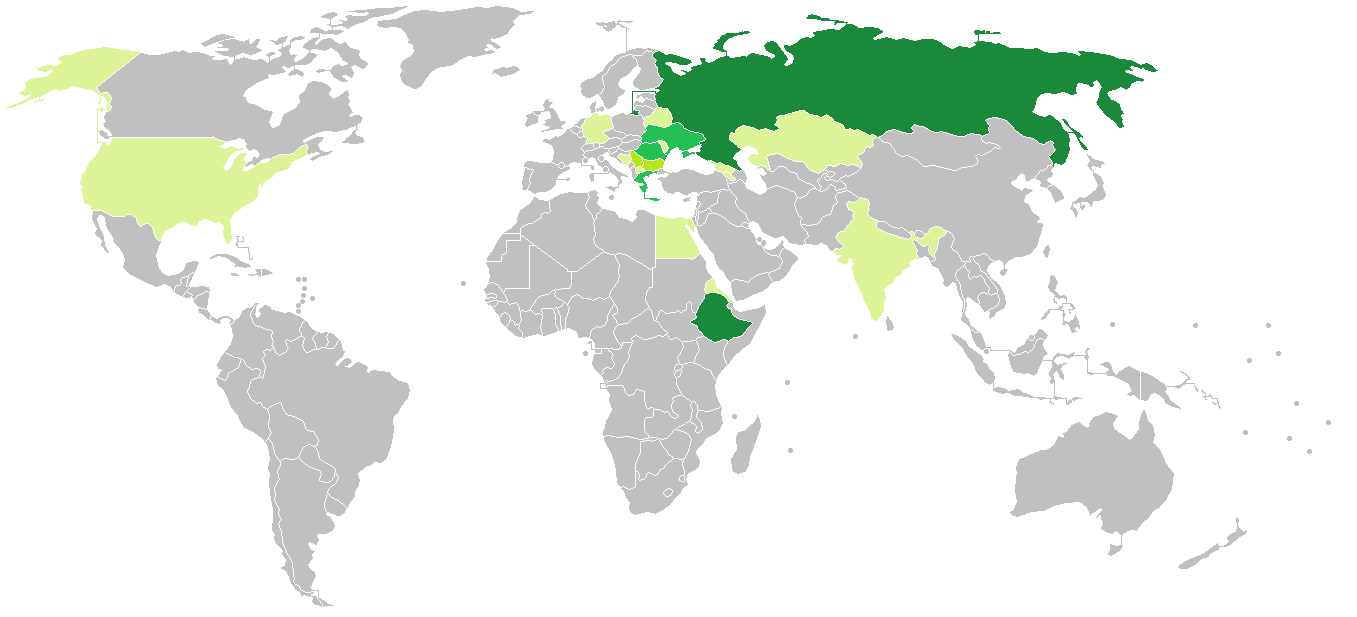
Anzahl der orthodoxen Christen nach Ländern
mehr als 50 Millionen
mehr als 20 Millionen
mehr als 10 Millionen
mehr als 5 Millionen
mehr als 1 Million

Durch die islamische Expansion sind große Teile der ostkirchlichen Ursprungsgebiete überwiegend muslimisch geprägt und die ostkirchlichen Christen zumeist in der Minderheit.
In der Neuzeit kam die ostkirchliche Diaspora in den Stamm- oder Missionsgebieten der Westkirche dazu, vor allem in Westeuropa, Nordamerika und Australien.
Im Gegenzug hat durch historische Entwicklungen auch die westliche Lateinische Kirche in den ursprünglichen Gebieten des östlichen Christentums Ausbreitung gefunden.

## Ostkirchen
Ostkirchen (lateinisch Ecclesiae Orientales) sind die vorreformatorischen Kirchen des östlichen Christentums. Die religiösen Traditionen in den einzelnen Kirchen sind sehr verschieden. Diese Unterschiede gehen bereits auf die frühchristlichen Jahrhunderte zurück, in denen sich die verschiedenen Kirchen auf Grund von Differenzen in der Christologie und Fundamentaltheologie, aber auch aus politischen und nationalen Gründen voneinander getrennt haben.
Sie lassen sich in vier Hauptgruppen von östlichen Kirchenfamilien gliedern, die jeweils gewisse theologische und kulturelle Gemeinsamkeiten besitzen:
- Byzantinisch-orthodoxe Kirchen im engeren Sinne (auch griechisch-orthodox) sind die Kirchen byzantinischer Tradition, die mit dem ökumenischen Patriarchen von Konstantinopel in Kirchengemeinschaft stehen.
- Orientalisch-orthodoxe Kirchen (auch altorientalisch) sind verschiedene Kirchen mit unterschiedlichen Entstehungsgeschichten. Manche trennten sich nach den Konzilen von Ephesos (431) und Chalcedon (451) aufgrund theologischer Differenzen von der Reichskirche, andere waren Landeskirchen außerhalb der Grenzen des Oströmischen Reichs („Nationalkirchen“). Einige entstanden innerhalb des Reiches als gegen den konstantinopolitanischen Zentralismus gerichtete regionale Bewegungen („Oppositionskirchen“). Sie unterscheiden sich teilweise deutlich in ihren Riten und Traditionen sowie in ihren Theologien.
- Die Assyrische Kirche des Ostens und die aus ihr hervorgegangene Alte Kirche des Ostens sagte sich bereits 424 von der römischen Reichskirche los, noch vor dem Konzil von Ephesos.
- Katholische Ostkirchen (auch unierte Kirchen) sind Teilkirchen eigenen Rechts der römisch-katholischen Kirche mit ostkirchlichen Riten. Sie stehen in ihrer Tradition und hierarchischen Verfasstheit den orthodoxen und orientalischen Ostkirchen nahe, erkennen aber den Jurisdiktionsprimat des Papstes an und stehen untereinander sowie mit der Lateinischen Kirche in voller Glaubens-, Gebets- und Sakramentengemeinschaft.

### Orientalische Kirchen
Zu den orientalischen Kirchen gehören die Ostkirchen, deren historische Entwicklung von der römischen Reichskirche getrennt verlief, weshalb deren Sprache weder Griechisch noch Latein (und auch keine andere europäische Sprache) ist. Dazu gehören die orientalisch-orthodoxen Kirchen und die Georgische Orthodoxe Kirche sowie die mit Rom unierten katholischen Ostkirchen mit orientalischen Riten (alexandrinisch, armenisch, west- und ostsyrisch) und die Georgisch-katholische Kirche. Es wird als konfessionsübergreifender Begriff gebraucht, der siedlungsgeographisch und sprachlich bestimmt ist.

## Traditionen

### Byzantinisches Christentum
Ausgehend vom ökumenischen Patriarchat von Konstantinopel, das heute noch den Ehrenrang in den byzantinisch-orthodoxen Kirchen innehat, entstanden die byzantinisch-orthodoxen Kirchen sowie katholische Ostkirchen byzantinischer Tradition, die jeweils aus einer Vielzahl von Nationalkirchen mit unterschiedlicher Eigenständigkeit bestehen.

### Syrisches Christentum

Stammbaum der syrischen Kirchen

Das syrische Christentum entstand im Vorderen Orients aus den altkirchlichen Patriarchaten Antiochien und Seleukia-Ktesiphon. Dazu zählen die syrischsprachigen Volksgruppen der Aramäer, Assyrer, Chaldäer und Maroniten sowie die Thomaschristen in Indien.
Zu den westsyrischen oder antiochenischen Kirchen gehören die Syrisch-Orthodoxe Kirche von Antiochien, die Syrisch-katholische Kirche, die Maronitische Kirche, die Malankara Orthodox-Syrische Kirche und die Malankarisch-katholische Kirche. Das Griechisch-Orthodoxe Patriarchat von Antiochien hat zwar syrische Wurzeln, wird allerdings der byzantinischen Orthodoxie zugerechnet.
Zu den ostsyrischen, nestorianischen oder chaldäischen Kirchen gehören die Chaldäisch-katholische Kirche, die Assyrische Kirche des Ostens und die Alte Kirche des Ostens.

### Armenisches Christentum
Das vor allem durch die armenische Diaspora getragene armenische Christentum hat seit 1846 sogar einen protestantischen Zweig, die Armenisch-Evangelische Kirche mit Sitz in Jerewan und Beirut.

### Alexandrinisches Christentum
Aus dem Patriarchat Alexandrien entstand die koptische Kirche sowie verschiedene daraus hervorgegangene orientalisch-orthodoxe sowie katholische Kirchen und das daraus hervorgegangene äthiopische Christentum in Äthiopien und Eritrea. Untergegangen ist das nubische Christentum.
Die Grundsprache alexandrinisch-ägyptischer Liturgie ist und bleibt das Griechische. Noch in der Spätantike traten verschiedene koptische Sprachen hinzu, in den Missionsgebieten das Nubische und das Äthiopische. Nach der Arabisierung Ägyptens wurde das Arabische für die biblischen sowie hagiographischen Lesungen aufgenommen und in den priesterlichen Gebetbüchern als Verständnishilfe in Marginalübersetzungen genutzt. In der Neuzeit kommt das Arabische zunehmend auch in Texten der Gemeinde zum Tragen. Trotz der gesellschaftlichen Benachteiligung in einer islamisch geprägten Umwelt hat das koptische Christentum seine Traditionen bewahrt und ein auf das Alte Ägypten zurückgeführtes Selbstbewusstsein entwickelt.

## Merkmale
Obgleich sich die Ostkirchen in ihrem spezifischen Ritus und ihrer kanonischen Jurisdiktion mannigfaltig unterscheiden, zeichnen sie folgende, wesentliche Gemeinsamkeiten aus:
- Taufe, Eucharistie und mehrere weitere Sakramente;
- Sakramental ordinierte Hierarchie mit Bischöfen in apostolischer Sukzession;
- Volkssprachlichkeit der Liturgie (häufig in sprachgeschichtlich älteren Stadien);
- Autokephalie der Patriarchate und Landeskirchen (bei den Katholischen Ostkirchen eingeschränkt);
- Zölibatsverpflichtung der Kleriker nur für Bischöfe sowie Mönchspriester.

## Römisch-katholische Verlautbarungen zu den Ostkirchen
Der Apostolische Stuhl hat eine Vielzahl von Verlautbarungen zu den Ostkirchen herausgegeben, die nachstehend auszugsweise aufgelistet sind:
I. Enzykliken
- Allatae sunt, 26. Juli 1755, Papst Benedikt XIV., "Über die Befolgung des Orientalen Ritus", die erste zusammenfassende Enzyklika zum Thema der Ostkirchen
- In suprema Petri sede, 6. Januar 1848, Papst Pius IX., „Über den Katholizismus im Orient“
- Christi nomen, 24. Dezember 1894, Papst Leo XIII., „Über die Verbreitung des Glaubens und die Ostkirchen“
- Rerum orientalium, 8. September 1928, Papst Pius XI., „Über die Förderung der Orientkunde“
- Orientalis Ecclesiae, 9. April 1944, Pius XII. , „Über den heiligen Kyrill von Alexandrien und dem Gebet zur Vereinigung mit den Ostkirchen“
- Orientales omnes ecclesias, 23. Dezember 1945, Pius XII. , „Über den 350. Jahrestag der Vereinigung der ruthenischen Kirche mit dem Apostolischen Stuhl“
- Orientales ecclesias, 15. Dezember 1952, Pius XII. , „Über die Verfolgung der orientalischen Kirchen“

II. Apostolische Schreiben
- Orientalium dignitas, 30. November 1894, Papst Leo XIII., „Über die Ostkirchen“
- Orientis catholici, 15. Oktober 1917, in Form einer Motu proprio, Papst Benedikt XV., „Gründungsregeln für das Päpstliche Orientalische Institut“.
- Orientale lumen, 2. Mai 1995, Papst Johannes Paul II., „Zum hundertsten Jahrestag des Apostolischen Schreibens "Orientalium Dignitas" von Papst Leo XIII“.

III. Dekrete
- Orientalium Ecclesiarum, 21. November 1964 , von Papst Paul VI. promulgiert, Dokument des Zweiten Vatikanischen Konzils. „Über die Ostkirchen“